# 603-й ближнебомбардировочный авиационный полк
603-й ближнебомбардировочный авиационный полк — воинское подразделение вооружённых сил СССР в Великой Отечественной войне.

## История полка
603-й ближнебомбардировочный авиационный полк (603 ббап) сформирован в городе Краснодон в августе-октябре 1941 г. путём выделения части личного состава из 46-го скоростного бомбардировочного полка. Кратковременно в процессе формирования именовался 46-м «Б» бомбардировочным авиаполком.
На вооружении имел самолёты Пе-2. Входил в состав 43-й смешанной авиадивизии.
С 21.10.1941 полк бомбардировал мотомеханизированные колонны и скопления живой силы противника в районах Гжатск, Можайск, Дорохово, Верея, Руза, Волоколамск, Истра, Клин, Наро-Фоминск, Малоярославец, Красная Поляна, Балабаново, Боровск, Венев, Высокиничи, Тула. До конца ноября 1941 г. совершил 310 боевых вылетов.
04.02.1942 43-я смешанная авиадивизия преобразована в Управление ВВС 20-й армии, а 603 ббап передан в распоряжение командующего ВВС Западного фронта. В марте 1942 г. отправлен на комплектование.
20.05.1942 полк расформирован. Часть личного состава передана в состав 1-й разведывательной авиаэскадрильи Западного фронта.

## В действующей армии
В составе действующей армии:
с 19.10.1941 по 20.05.1942 г.

## Командиры полка
Майор Чувило (Чувилов) Василий Михайлович (10-12.1941)

## Подчинение
Полк входил в состав:
| Дата       | Фронт          | Дивизия                            | Примечания        |
| ---------- | -------------- | ---------------------------------- | ----------------- |
| 01.11.1941 | Западный фронт | 43-я смешанная авиационная дивизия |                   |
| 01.12.1941 | Западный фронт | 43-я смешанная авиационная дивизия |                   |
| 01.01.1942 | Западный фронт | 43-я смешанная авиационная дивизия |                   |
| 01.02.1942 | Западный фронт |                                    |                   |
| 01.03.1942 | Западный фронт |                                    |                   |
| 01.04.1942 | Западный фронт |                                    | на комплектовании |
| 01.05.1942 | Западный фронт |                                    | на комплектовании |

## Участие в операциях и битвах
- Битва за Москву — с 30 сентября 1941 года по 04 февраля 1942 года

## Известные люди, служившие в полку
Буланов Владимир Петрович (р. 19.02.1919), впоследствии генерал-лейтенант, главный штурман ВВС СССР.